# Sur ordre
Sur ordre (Executive Orders) est un thriller de Tom Clancy paru en 1996. Ce roman, suite directe de Dette d'honneur, fait partie de la saga Ryan ayant pour héros Jack Ryan.

## Résumé
Jack Ryan est nommé vice-président des États-Unis en reconnaissance de ses actions durant la récente guerre contre le Japon et après la démission de son prédécesseur — qui s'était rendu coupable de viol — afin d'éviter le procès et la prison. 
Mais durant la cérémonie, un 747 — piloté par le dernier membre survivant et en liberté de la conspiration japonaise — s'écrase sur la capitale, éliminant d'un seul coup le Congrès, la Cour suprême, le chef du FBI et le président. Ryan, par la force des choses, devient donc président des États-Unis et doit remettre le pays en état. 
De nombreux dangers le guettent : à l'intérieur, l'ancien vice-président veut profiter de la situation pour faire invalider sa démission et accéder à la tête de l'exécutif, tandis qu'une milice raciste projette l'assassinat de Ryan et de son challenger afin de provoquer l'effondrement définitif du gouvernement américain ; à l'étranger, le dictateur iranien Mahmoud Haji Daryaei met la main sur une souche du virus Ebola aérotransmissible pour en faire une arme bactériologique, et annexe l'Irak après l'assassinat de son leader, créant la République Islamique Unie dans le but d'unifier le monde musulman et lancer un Djihad total contre l'Occident. De plus, un de ses hommes infiltré se rapproche du président en tant que garde du corps pour l'assassiner.

## Personnages

### États-Unis

#### Gouvernement
- Jack Ryan : président des États-Unis
- Ed Kealthy : ancien vice-président des États-Unis, accusé de viol.
- Georges Winston : PDG du groupe Colombus, puis secrétaire au Trésor des États-Unis
- Tony Bretano : PDG du groupe TRW puis secrétaire à la Défense des États-Unis
- Scott Adler : secrétaire d'État des États-Unis
- Bert Vasco : chef de la division Iran-Irak du département d'État
- Ben Goodley : conseiller à la sécurité nationale

#### FBI/ Secret Service
- Andréa Price : responsable de la protection de Jack Ryan
- Roy Altman : responsable de la protection de Catherine Ryan
- Don Russel : responsable de la protection de Katie Ryan
- Bill Murray : directeur par intérim du FBI
- Pat O'Day : enquêteur spécial du FBI

#### CIA
- Ed Foley : directeur de la CIA
- Mary Pat Foley : directrice adjointe des Opérations de la CIA
- John Clark et Ding Chavez : agents de la CIA

#### Forces armées
- Contre-amiral Robby Jackson : chef adjoint des opérations du Comité des chefs d'état-major interarmées.
- Général Mickey Moore : chef d'État-Major des armées
- Brigadier-général Marion Digs : commandant de Fort Irving
- Amiral Dave Seaton : commandant en chef des forces américaines du Pacifique
- Vice-amiral Bart Mancuso : commandant en chef de la composante sous-marine des forces américaines du Pacifique

#### Hôpital Universitaire John Hopkins
- Catherine Ryan : première dame des États-Unis
- Colonel Pierre Alexandre : spécialiste des maladies infectieuses
- Dave James : doyen de l'hôpital

#### Terroristes
- Peter Holbrook et Ernest Jones : terroristes domestiques américains de la milice raciste antigouvernementale des Mountain Men

### Moyen-Orient

#### République islamique unie
- Mahmoud Haji Daryaei : dictateur de l'Iran, puis de la République islamique unie
- Ali Badrayn : terroriste irakien aux ordres de Daryaei
- Movie Star : terroriste international, second de Badrayn
- Areef « Jeff » Raman : assassin de Daryaei ayant infiltré le Secret Service pour tenter d'assassiner Jack Ryan
- Mohamed Moudi : neveu de Daryaei et médecin-chercheur au centre de recherches expérimentales de Hasanabad

#### Pays limitrophes
- Prince Ali ben Cheik : ministre sans portefeuille d'Arabie saoudite
- Mohammed Adman Sabah : ministre koweïtien des Affaires étrangères
- Commandant Ismaël Sabah : officier du renseignement militaire koweïtien
- Général Avi Ben Jacob : directeur du Mossad

### Russie
- Serguei Golovko : directeur du SVR, le renseignement russe
- Colonel-général Gennady Bondarenko : chef des opérations de l'Armée russe
- Valeri Bogdanovitch Lermonsov : ambassadeur de Russie à Washington

### Autres
- Mogataru Koga : Premier ministre du Japon
- Zhang Han San : émissaire du gouvernement chinois
- Ian McGregor : médecin écossais travaillant au Soudan
- Sœurs Jean-Baptiste et Marie-Madeleine : missionnaires chrétiennes de la Croix-Rouge